# Richard Croke
Richard Croke (o Crocus) (c. 1489–1558) fue un erudito clásico inglés y tutor real y agente.

## Primeros años y educación
Fue educado en el Eton College. Obtuvo su licenciatura en el King's College, Cambridge, en 1510 y luego viajó. Estudió griego con William Grocyn en Londres y Oxford y luego con Erasmo y Aleandro en París en 1511. En 1514, fue llamado a la Universidad de Leipzig, donde permaneció durante algunos años. Entre sus alumnos estaban Joachim Camerarius, Hieronymus Dungersheim, quien había estudiado con Croke en Dresde, y Caspar Creuziger. Fue reemplazado por Petrus Mosellanus. Desde joven fue identificado como seguidor de Erasmo, quien en ese momento estaba elaborando su editio princeps del Nuevo Testamento en griego (Basilea, 1516).

## Carrera
Fue convocado por John Fisher en 1519 para enseñar griego en Cambridge. Había estado en desuso desde la época de Erasmo (1511–1513), y fue el segundo profesor de griego en Cambridge. Se convirtió en Orador Público en Cambridge en 1522, Compañero del Saint John's College en Cambridge, en 1523, y Doctor en Divinidad en 1524. Tuvo disputas con Fisher sobre asuntos colegiales a fines de la década de 1520.
En 1529 y 1530, actuó en nombre de Enrique VIII en Italia en el asunto del divorcio pretendido del rey con Catalina de Aragón; había sido tutor de Enrique en griego. Croke luego fue tutor del duque ilegítimo Henry Fitzroy y su hijo. Mientras buscaba juristas canónicos para apoyar el lado de Enrique en el argumento, también contactó con humanistas (como Girolamo Ghinucci) y buscó manuscritos.
A su regreso a Inglaterra, en 1531 se convirtió en vicecanciller adjunto de Cambridge y vicario de Long Buckby, Nottinghamshire. Un año después se trasladó a la Universidad de Oxford. Fue testigo en el juicio de Thomas Cranmer en 1555.